# Universidad del Atlántico
La Universidad del Atlántico es una universidad de investigación pública del departamento del Atlántico, Colombia. Fundada legalmente en 1946, es la institución de educación superior más grande por población estudiantil en la región del Caribe colombiano. La universidad fue establecida como Instituto Tecnológico del Atlántico bajo la tutela de Julio Enrique Blanco.
En 1946 cambió su nombre al actual. La universidad tiene tres campus en el área metropolitana de Barranquilla y dos más distribuidos en el departamento. El principal, la Ciudadela Universitaria, es conocido como Sede Norte y se encuentra en Puerto Colombia. Los campus satélite en Barranquilla son la Sede Centro y Bellas Artes-Museo de Antropología. Las dos sedes distribuidas en el departamento son el Centro Universitario del Sur del Atlántico, en Suan, y la Sede Regional Centro, en Sabanalarga.  
La universidad ofrece educación a nivel de pregrado y posgrado, que incluye una amplia gama de programas, con las facultades de Educación, Económicas e Ingenierías agrupando al 64% de la población estudiantil.

## Historia

### Antecedentes
Durante las primeras décadas del siglo XX, el filósofo Julio Enrique Blanco observaba la necesidad de una formación integral para los jóvenes, respondiendo además a las preocupaciones expresadas por líderes empresariales sobre la escasez de técnicos y especialistas en el país; sumado a esto, la educación superior se encontraba entonces muy centralizada en Bogotá, no obstante Barranquilla experimentaba un periodo de rápida expansión económica, industrial y demográfica.

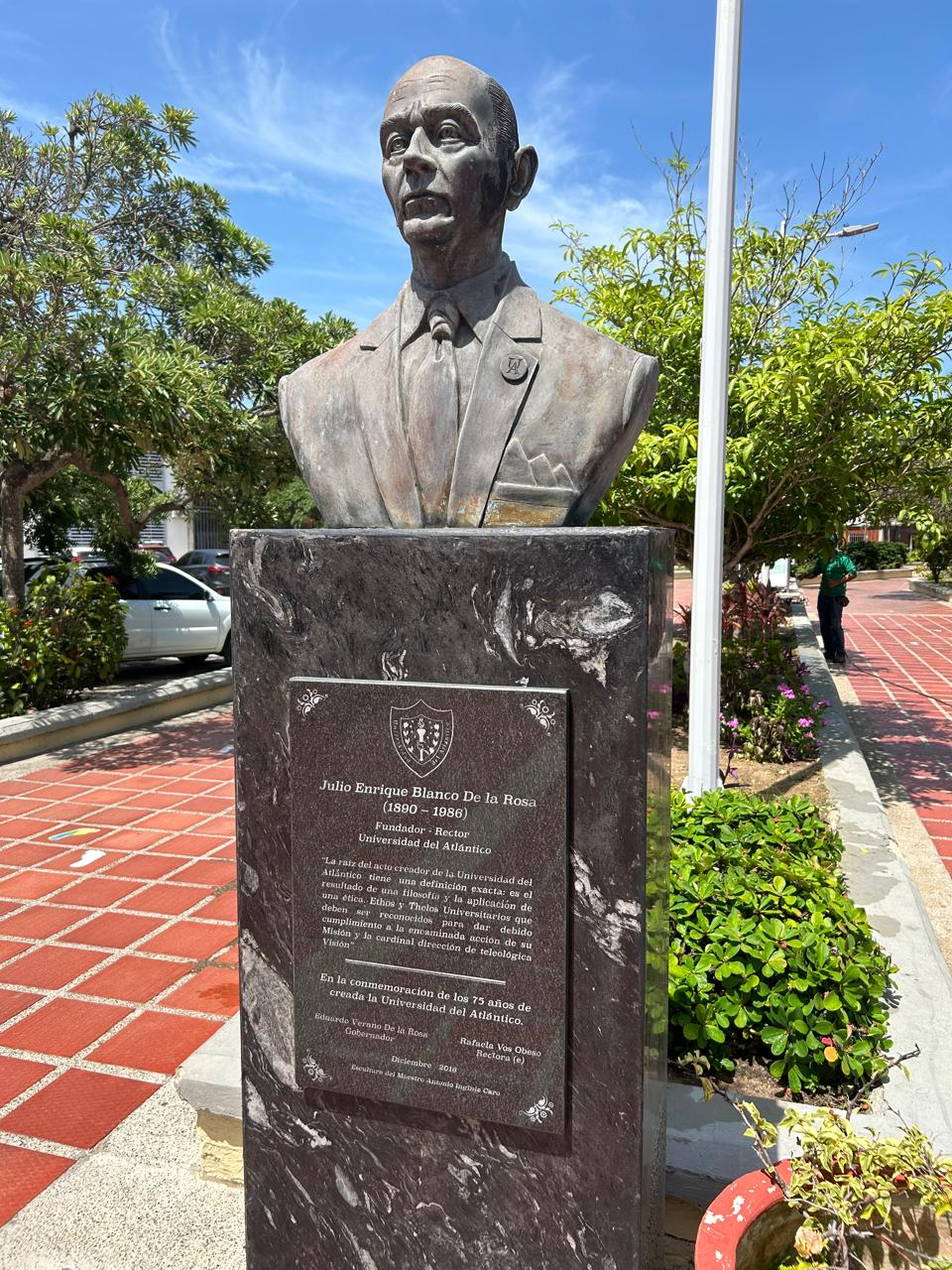
Busto de Julio E. Blanco en la Ciudadela Universitaria

En este sentido, Blanco promovió iniciativas para descentralizar los estudios universitarios, estas ideas condujeron a la creación del Museo del Atlántico mediante la Ordenanza 35 de 1940. El museo se concibió como una institución educativa que anticipaba una futura institución de educación superior y, inicialmente, se buscó formar ingenieros de alto nivel a través del Instituto de Tecnología del Atlántico, establecido por la Ordenanza 24 de 1941. Esta gestión también incluyó la formación de operarios en la Escuela Industrial del museo y la obtención de becas para estudios postgraduados en el exterior.
En 1943, se creó la Facultad de Comercio y Finanzas, y se añadirían después los programas de Ingeniería Química y Química y Farmacia, con lo que se estableció la Institución Politécnica del Caribe en 1945.

### Fundación
La Universidad del Atlántico fue legalmente creada el 15 de junio de 1946, según la Ordenanza departamental 42 de ese año, compuesta entonces por las facultades de Comercio, Ingeniería Química y Farmacias, además de la Escuela de Bellas Artes y el Castillo de Salgar (este último fue adecuado como residencia); en la sede de Bellas Artes se encontraba ubicada la rectoría del museo y de la universidad, siendo la primera sede oficial en rigor. 
Además de lo anterior, se integraron también el Colegio Barranquilla para Señoritas y la Escuela de Sabanalarga. Posteriormente, se establecerían las facultades de Ciencias Económicas (1950), Arquitectura (1955) y Derecho (1958), la Escuela Superior de Idiomas (1960, con el Instituto Pestalozzi), Nutrición (1971) y Bellas Artes (1971, como facultad).

### Traslado a Puerto Colombia
En el año 1980, por iniciativa del senador José Name Terán, egresado de la universidad, se creó la ley de la estampilla Pro-Ciudadela Universitaria del Atlántico, con la que se recaudarían los fondos para su construcción. Así, en 1987, se adquirieron las antiguas instalaciones de INTERCOR, a la altura del kilómetro 7 de la entonces Vía a Puerto Colombia, a donde se trasladó la Rectoría y otras dependencias centrales. Uno de los sitios de entrenamiento de dicha compañía fue adaptado para albergar el CELTI, siendo el origen de este edificio.

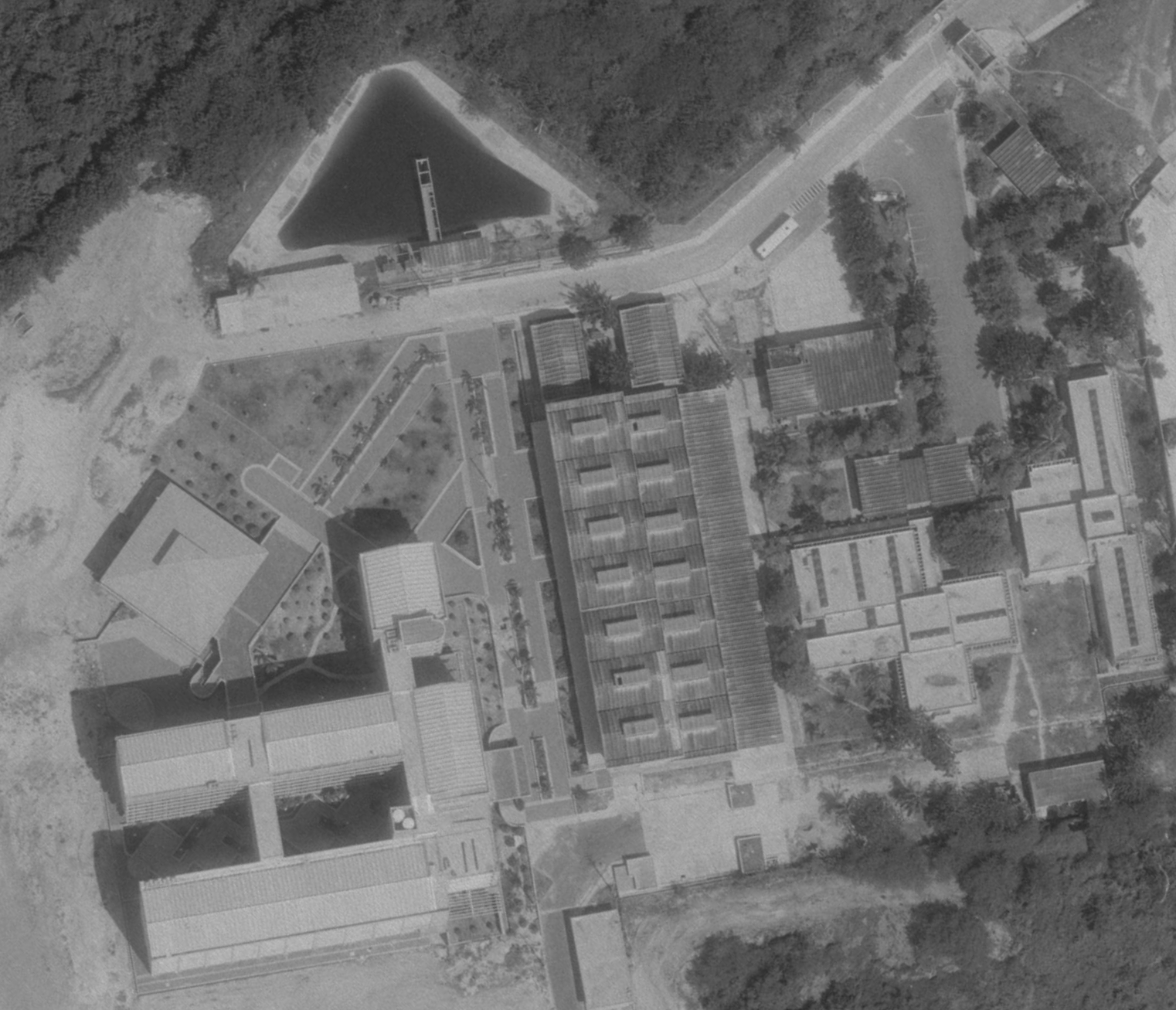
Fotografía aérea de la Ciudadela Universitaria en 1996.

La primera etapa de expansión consistió en la construcción, a partir de 1989, de los bloques A, B y C junto a la Cafetería Central y una biblioteca; se inaugura en 1996 con la instalación de las facultades de Farmacia, Ciencias Básicas (fundada en 1991), y Nutrición. Posteriormente se agregarían a la sede los programas de Ingenierías Química, Industrial y Mecánica, además de Biología.
Dos años después, se inaugura la segunda etapa, que consistió en la construcción del Bloque D, con un auditorio: el Salón Magdalena (posteriormente rebautizado Amilkar Guido), y se procedió a la instalación inicial de las facultades de Ciencias Económicas y Arquitectura, agregándose una nueva sede administrativa, decanaturas, un laboratorio de prácticas y varios salones de informática. Para entonces, se encontraba en construcción la llamada Villa Olímpica, siendo esta el actual Complejo Deportivo, encabezado por el Bloque E.La expansión de la Ciudadela continuaría con la construcción del Bloque F, con su teatrino anexo, entre 2002 y 2003.

### Expansión y modernización
Hacia 2010, se inauguró la tercera gran etapa de expansión de la Ciudadela con la apertura del Bloque G, que alberga la Biblioteca Central Orlando Fals Borda, y el Bloque H, donde se instalaron facultades de Ciencias Jurídicas e Ingeniería.

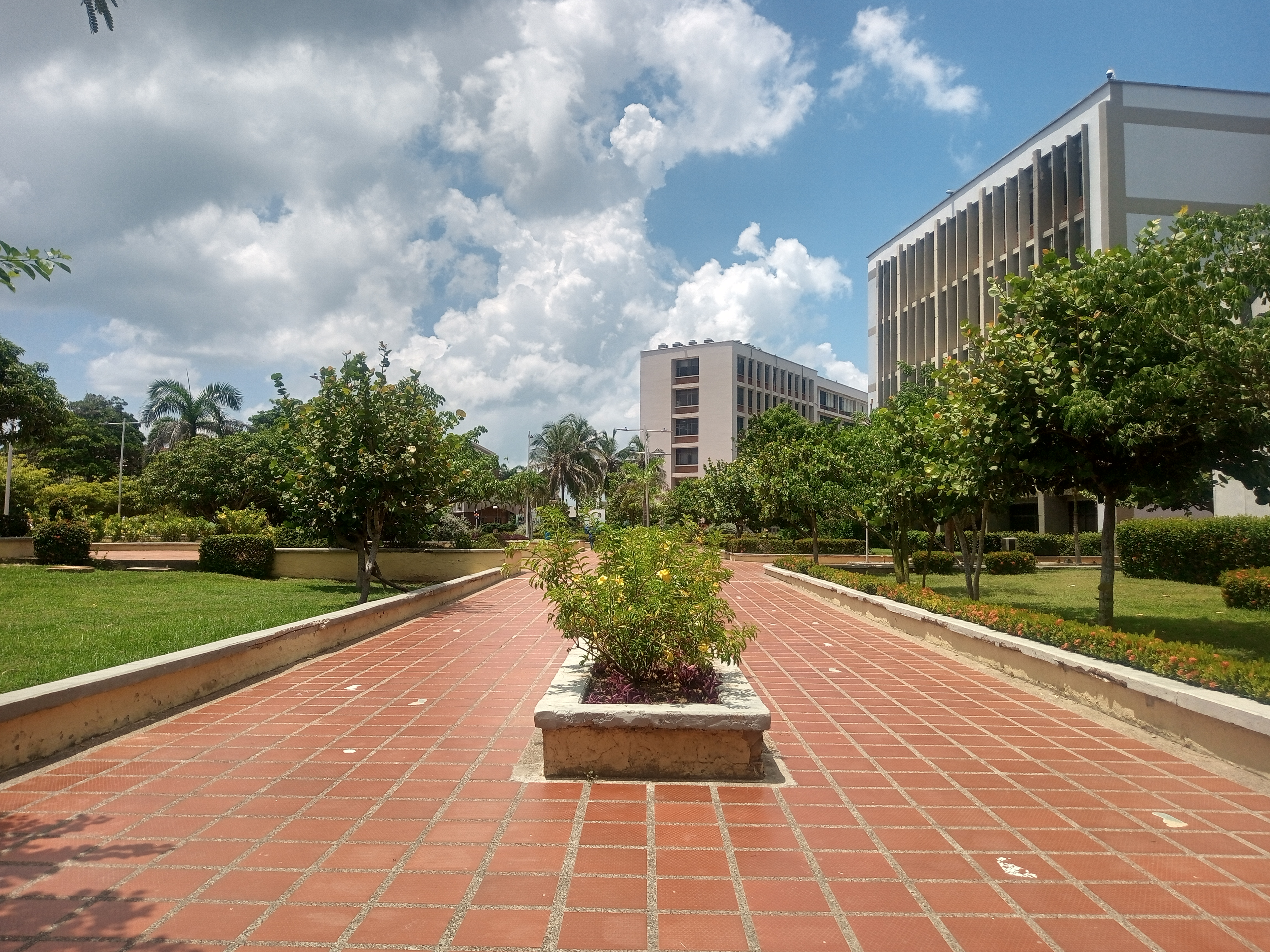
Vista de los Bloques D (centro) y G (izquierda), en la Ciudadela Universitaria.

En diciembre de 2015 se inauguró el Centro Universitario del Sur, en el norte del municipio de Suan, iniciando sus actividades académicas como centro regional en convenio con el Servicio Nacional de Aprendizaje y la Escuela Superior de Administración Pública. Finalmente, en 2017, se instalan los programas de licenciaturas en Ciencias Naturales, Lenguas Extranjeras, Educación Infantil y Matemáticas, además de varios técnicos y tecnólogos, empezando sus clases en agosto de ese año.

El Centro Cultural de la Sede Norte abrió sus puertas en 2018, contando con auditorios, lobby y un teatro principal.Para 2019, se finalizaban las adecuaciones para el funcionamiento del Bloque I, sede del CICIT, que cuenta con múltiples laboratorios y dos auditorios.

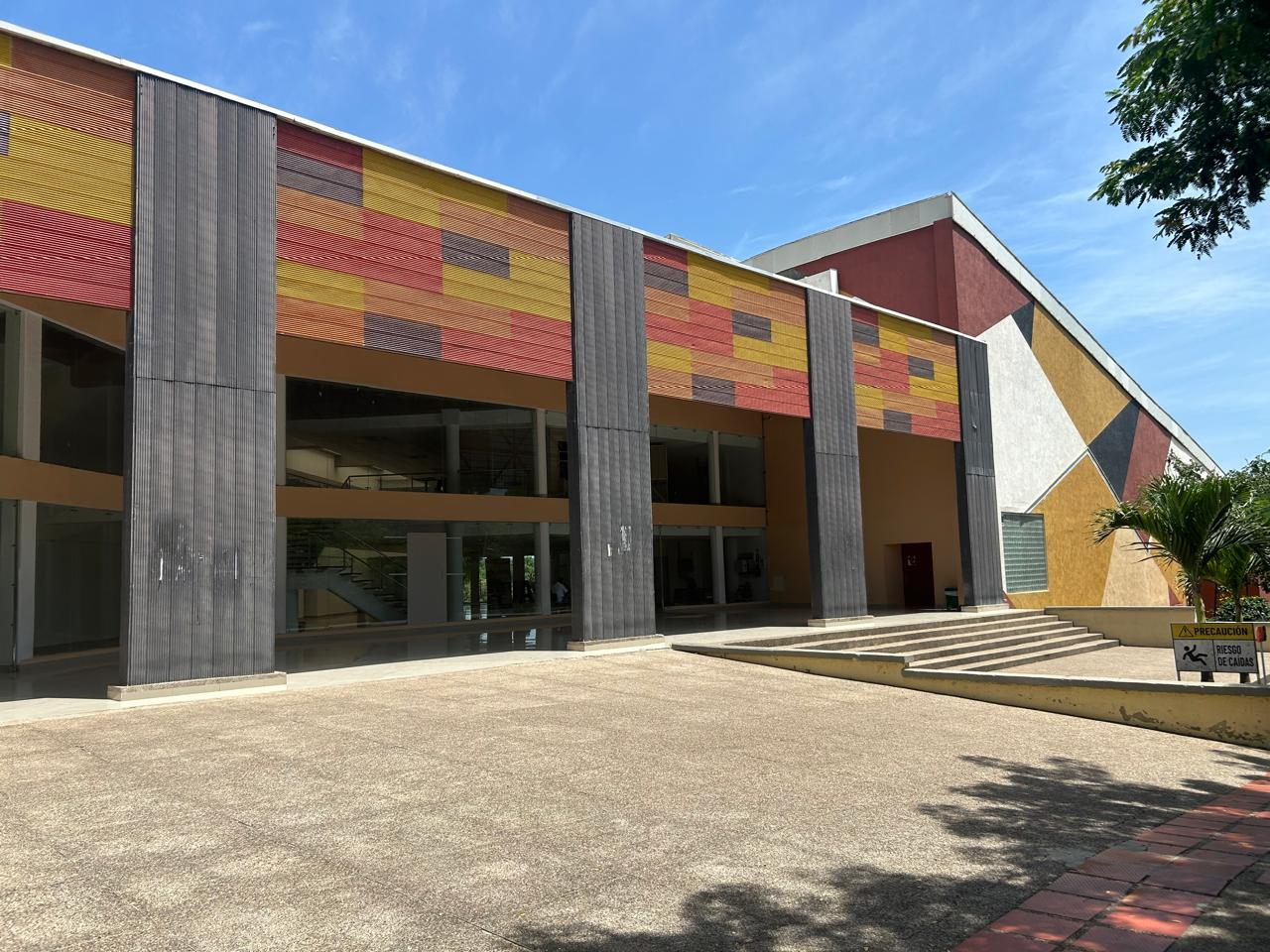
Centro Cultural Multipropósito, Sede Norte

La Sede Regional Centro, en Sabanalarga, inició sus operaciones en 2022, con los programas de Ingeniería Agroindustrial y otras licenciaturas, además de la oferta de los Cursos Libres de Lenguas Extranjeras, particularmente inglés.
La universidad cuenta, a fecha de 2023, con alrededor de 20.000 estudiantes. Se proyecta la construcción de una nueva sede en Soledad, con una ampliación en cobertura para el área metropolitana de Barranquilla.

## Facultades, departamentos y oficinas
Además del Museo de Antropología, la universidad mantiene más de 30 departamentos, facultades, dependencias y otras instituciones tales como el Consultorio Jurídico, Centro de Estudios del Agua, Departamento de Biblioteca, Oficina de Egresados, Centro de Investigaciones Científicas y Tecnológicas (CICIT), entre otros. Sus programas acreditados incluyen tanto certificados de pregrado como títulos de maestrías. 
Una facultad de la Universidad del Atlántico es una amplia agrupación administrativa de carreras y otras unidades adjuntas. Cada uno tiene un decano y un órgano de supervisión elegido conocido como Consejo de Facultad, compuesto por representantes de profesores, estudiantes, egresados, investigadores y directivos. La Universidad del Atlántico mantiene once de estas facultades:
- Arquitectura, de esta misma carrera.
- Bellas Artes, que incluye Arte Dramático, Artes Plásticas, Danza, Música y Licenciatura en Música.
- Ciencias Económicas, que oferta Administración de Empresas, Contaduría Pública, Economía y Administración de Empresas Turísticas.
- Ciencias Básicas, que incluye Biología, Matemáticas, Física y Química.Vista del Bloque A, sede de Ciencias Básicas, Nutrición y Química.

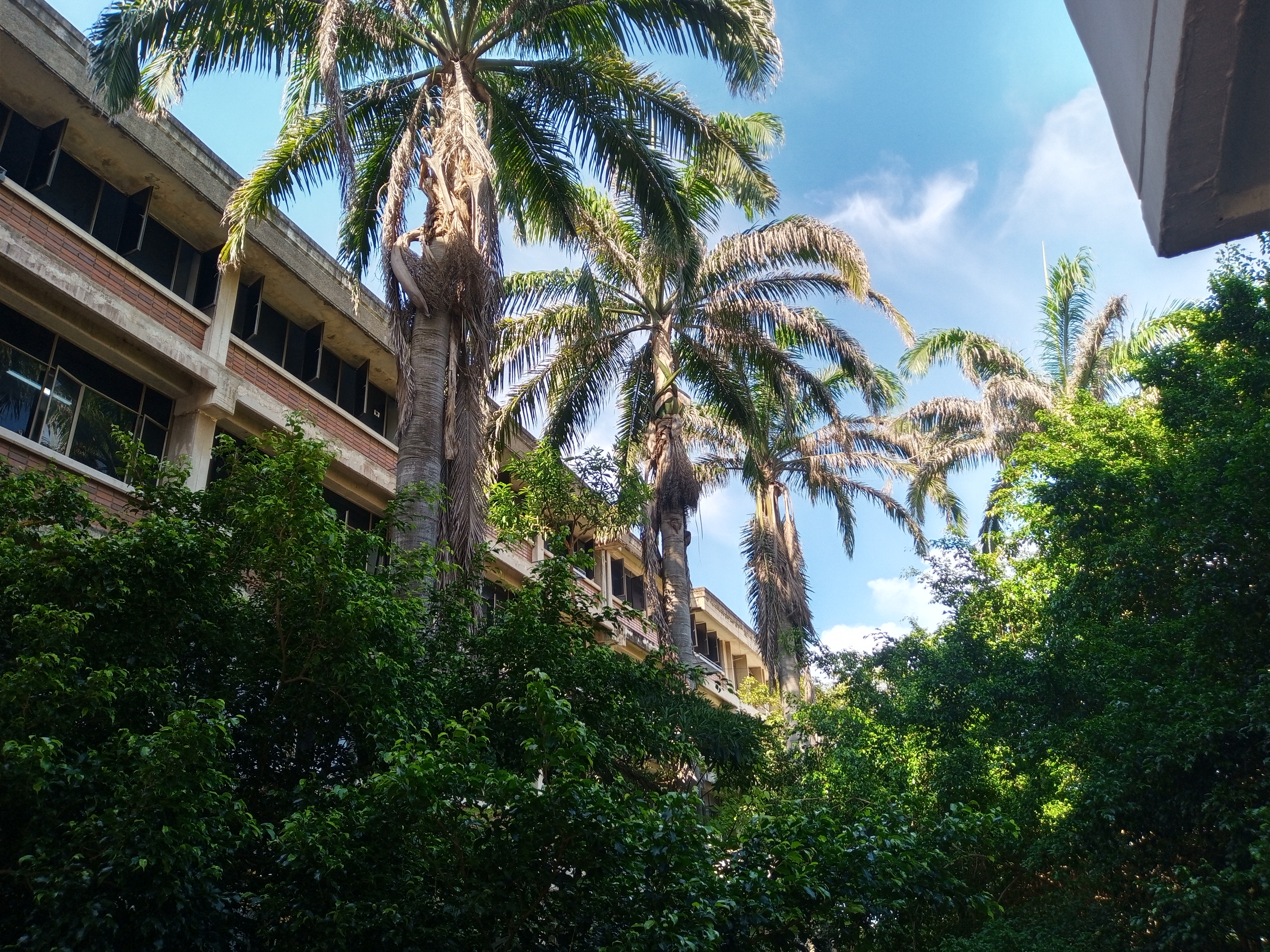
Vista del Bloque A, sede de Ciencias Básicas, Nutrición y Química.

- Ciencias de la Educación, que incluye las licenciaturas en Ciencias Naturales, Ciencias Sociales, Educación Artística, Educación Física, Lengua Castellana, Lenguas Extranjeras con Énfasis en Inglés y Francés, Matemáticas, Educación Especial y Educación Infantil.
- Ciencias Humanas, que incluye Filosofía, Sociología e Historia.
- Ciencias Jurídicas, que incluye Derecho y Ciencias Políticas.
- Ingeniería, que incluye Ingeniería Química, Ingeniería Industrial, Ingeniería Mecánica, Ingeniería Agroindustrial e Ingeniería en Agronegocios.
- Ciencias de la salud, que incluye Medicina[17]y Nutrición y dietética
- Química y Farmacia, de la carrera de Farmacia.

## Técnicos, tecnológicos y posgrados

### Técnicos y tecnológicos
Además de las carreras universitarias, en la educación superior de pregrado existen las carreras técnicas profesionales y tecnológicas, donde las técnicas profesionales pueden variar entre 1.5 a 2 años y las tecnológicas entre 2.5 a 3.5 años. Las facultades de la Universidad del Atlántico tienen programas de este tipo en su oferta académica, siendo estos:
- Construcción de Proyectos Arquitectónicos
- Expresión Gráfica Arquitectónica
- Modelado Digital Arquitectónico
- Documentación de Proyectos Urbanísticos
- Gestión de Proyectos Urbanísticos
- Piscicultura continental
- Acuicultura continental

- Operación Turística
- Gestión Turística

- Procesamiento y Calidad Nutricional de Alimentos
- Seguridad Alimentaria y Nutricional

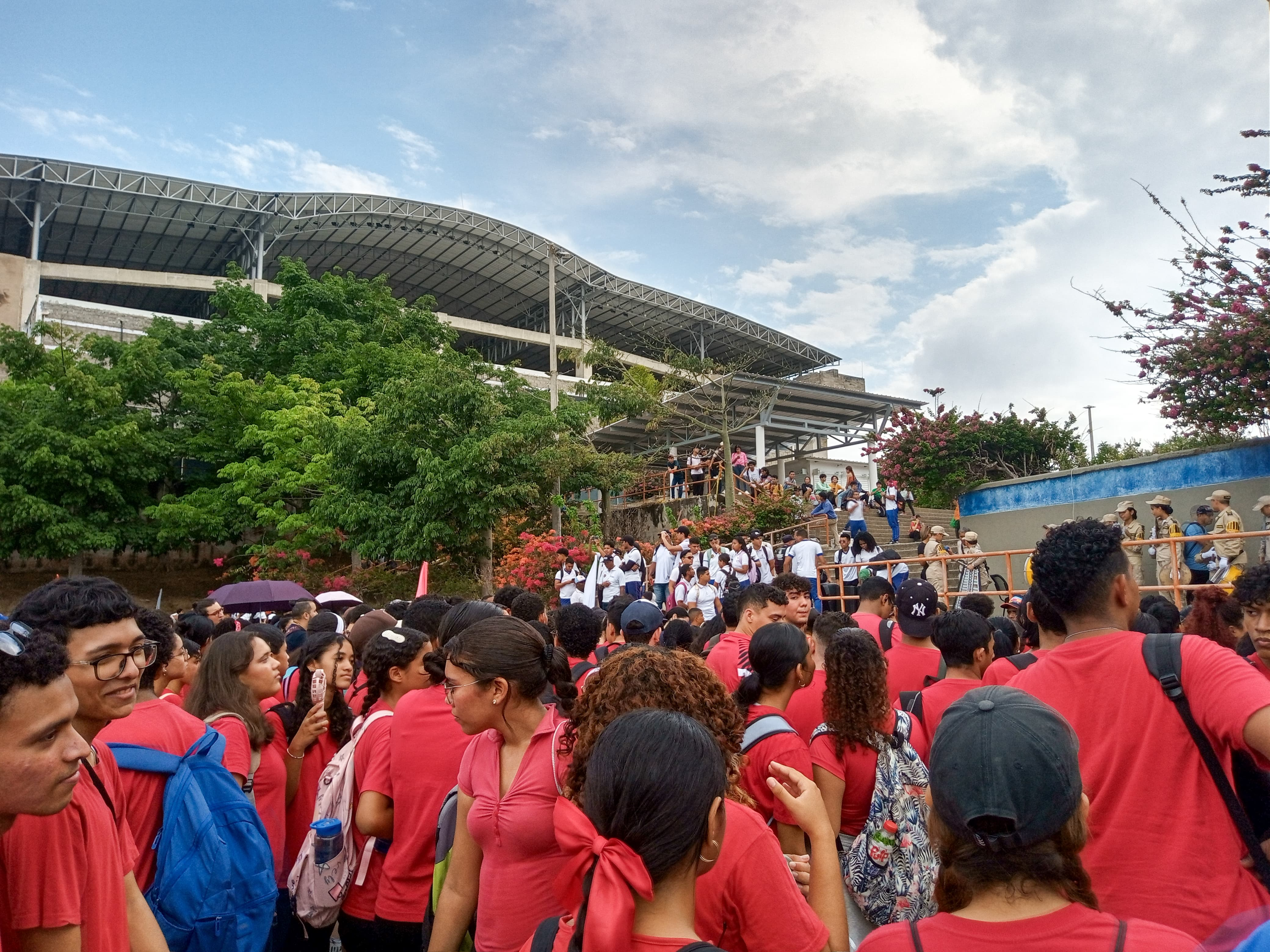
Vista del Coliseo Chelo de Castro en la Ciudadela Universitaria durante las Olimpiadas de Deporte

### Especializaciones y maestrías
Las maestrías y especializaciones están enfocadas a potenciar habilidades de gestión, profundización y actualización de la actividad profesional desarrollada en el pregrado, teniendo la universidad los siguientes programas:
- Gestión Fiscal y Contabilidad Pública
- Finanzas Territoriales
- Física General
- Gestión Eficiente de Energía
- Gestión de la Calidad
- Química Orgánica
- Estadística Aplicada
- Didáctica de las Matemáticas
- Derecho Laboral y Seguridad Social
- Especialización Tecnológica en Gestión de Construcciones Limpias Y Sostenibles
- Contratación e Interventoría de Servicios Alimentarios a Colectividades
- Métodos Numéricos
- Derecho Administrativo y de la Función Pública
- Plantas Medicinales

- Ingeniería Química
- Protección Social
- Investigaciones Jurídicas y Socio-jurídicas
- Educación
- Ciencias Físicas
- Ciencias Ambientales
- Ciencias Matemáticas
- Lingüística
- Biología
- Literatura Hispanoamericana y del Caribe
- Seguridad Alimentaria y Nutricional
- Estudios de Género y Violencia Intrafamiliar
- Gestión Energética
- Neuropedagogía
- Historia
- Didáctica de las Matemáticas
- Ciencias Químicas
- Gestión de la Calidad
- Gestión Farmacéutica
- Filosofía
- Entrenamiento Deportivo
- Desarrollo Urbano Sostenible
- Patrimonio Arquitectónico, Urbano y Paisajístico
- Contabilidad
- Economía

### Doctorados
Generalmente, los doctorados están por fuera de los niveles de inversión que las empresas pueden pagar y se emplean en los centros educativos para impulsar el avance de la ciencia, siendo la Universidad del Atlántico una institución de educación pública que promueve la investigación con los siguientes:
- Medicina Tropical
- Ciencias Físicas
- Ciencias de la Educación
- Ciencias Químicas

## Campus y ubicaciones
La sede principal Universidad del Atlántico se ubica a las afueras de la ciudad de Barranquilla. La mayoría de las facultades más antiguas de la universidad está hoy ubicadas en esta Ciudadela Universitaria, sobre el Corredor Universitario (extensión de la Avenida Alberto Assa o Carrera 51B, en Barranquilla) que se ubica en Sabanilla Montecarmelo, Puerto Colombia. Los estudiantes y otras personas tradicionalmente se transportan en este corredor, que conecta con los barrios residenciales de Villa Campestre, Urbanización La Playa y Ciudad Mallorquín, además de otras universidades e instituciones educativas que se ubican en esta carretera.
Las sedes Regional Sur (Suan), y Regional Centro (Sabanalarga) se conforman de un único edificio.

### Edificios históricos
Algunos de los edificios notables de la Universidad del Atlántico son la sede de Bellas Artes en El Prado, en ese entonces la sede principal, y los edificios de la Sede Centro.

### Sede Centro

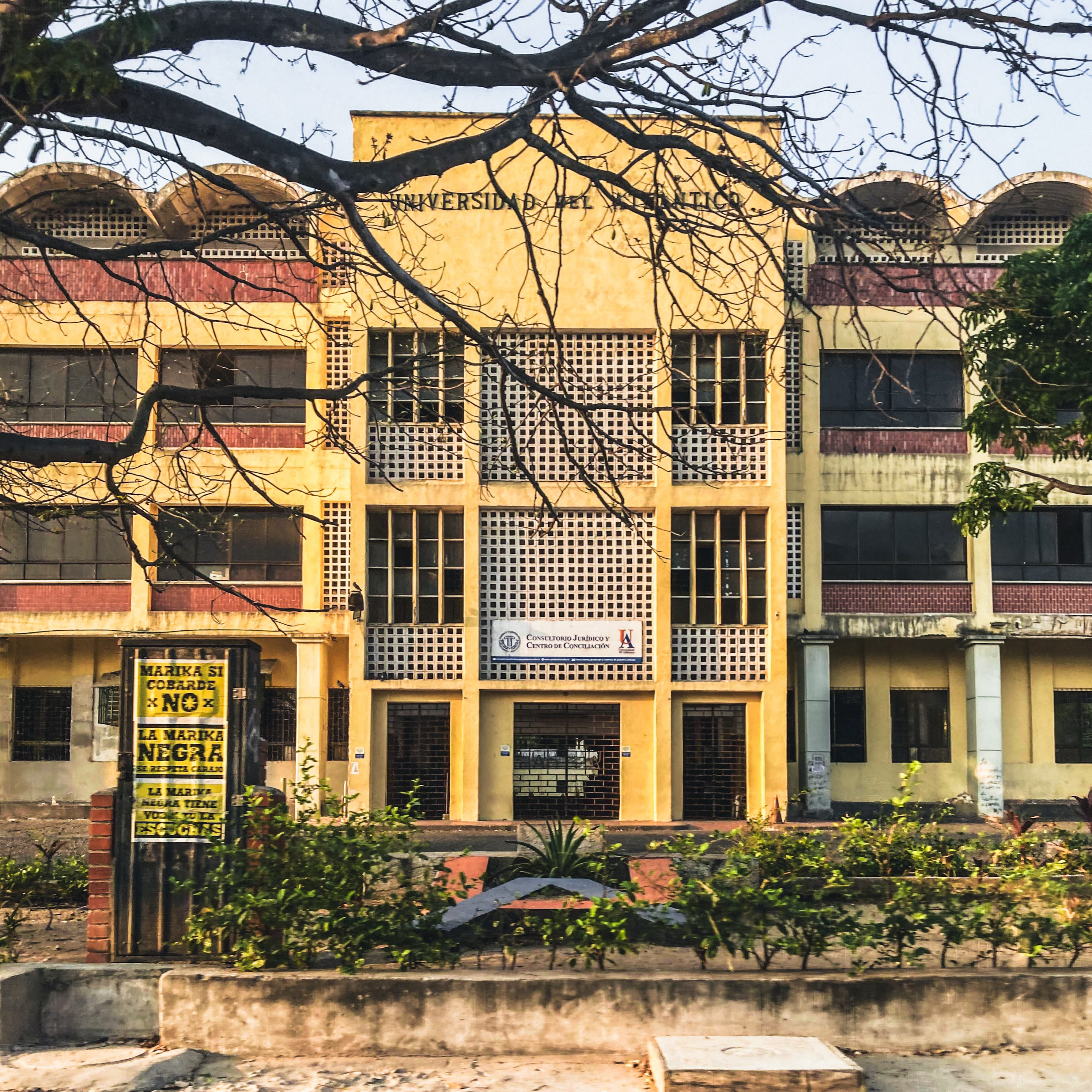
Sede Centro, ubicada sobre la avenida 20 de Julio (43) con calle 50 en el barrio El Recreo.

La Sede 20 de julio o Centro se encuentra en sobre Carrera 43 o Avenida 20 de Julio (de donde recibe su nombre). Alberga el Consultorio Jurídico y Centro de Conciliación. Está dividido en:
- Edificio Julio Enrique Blanco
- Edificio Santodomingo
- Edificio Rafael Tovar Ariza (Posgrados)[20]
- Edificio Administrativo

### Ciudadela Universitaria
El campus principal de la universidad está dividido en varios bloques y zonas que albergan las facultades y dependencias de la universidad, siendo algunos de estos:

#### Área académica y de ocio
- Bloque A, que posee la Sala Amigas de la Familia Lactante, la oficina de la Misión Médica y es sede de las facultades de Nutrición y Dietética, Química y Farmacia, y Ciencias Básicas.
- El Bloque B, compuesto mayormente por laboratorios, posee además salas de audiovisuales en su tercera planta.
- El Bloque C alberga la Biblioteca de Matemáticas y una cafetería satélite en su primera planta.
- Bloque D, centro tradicional del campus y alberga las facultades de Ciencias Económicas, Ciencias de la Educación, Ciencias Humanas y Arquitectura. Posee el Auditorio Amilcar Guido en su cuarta planta.
- Bloque F, está anexo al D bordeando un lago artificial; tiene adjunto un Teatrino.
- Bloque G, alberga la Biblioteca Central Orlando Fals Borda y posee varias salas de lectura, semilleros, tesis, audiovisuales, consulta virtual e investigación, además de un auditorio de uso múltiple, hemeroteca, y colecciones generales.Salas de estudio en la Biblioteca Orlando Fals Borda, Sede Norte.

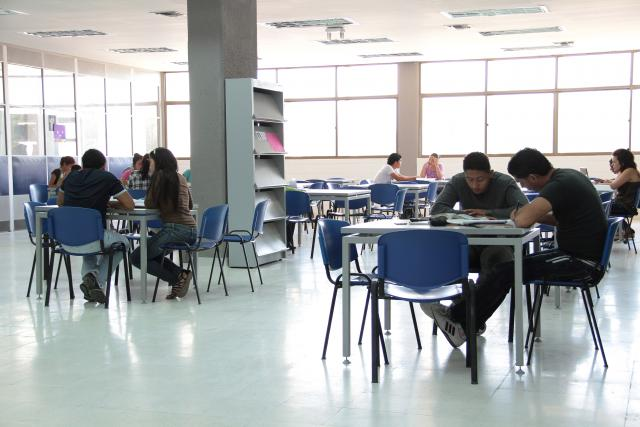
Salas de estudio en la Biblioteca Orlando Fals Borda, Sede Norte.

- Bloque H, sede de las facultades de Ciencias Jurídicas e Ingenierías; tiene una cafetería satélite y varios auditorios de uso múltiple. Bordea un lago artificial que corre paralelo al camellón principal del campus.
- Bloque I, sede del Centro de Investigaciones Científicas y Tecnológicas (CICIT), posee 61 laboratorios.
- Cafetería Central, está conectada al Bloque D. Fue reinaugurada en 2023, expandiendo sus capacidades a dos plantas.[21]Vista superior de la Cafetería Central, Complejo Deportivo (izquierda) y Bloque A (derecha).

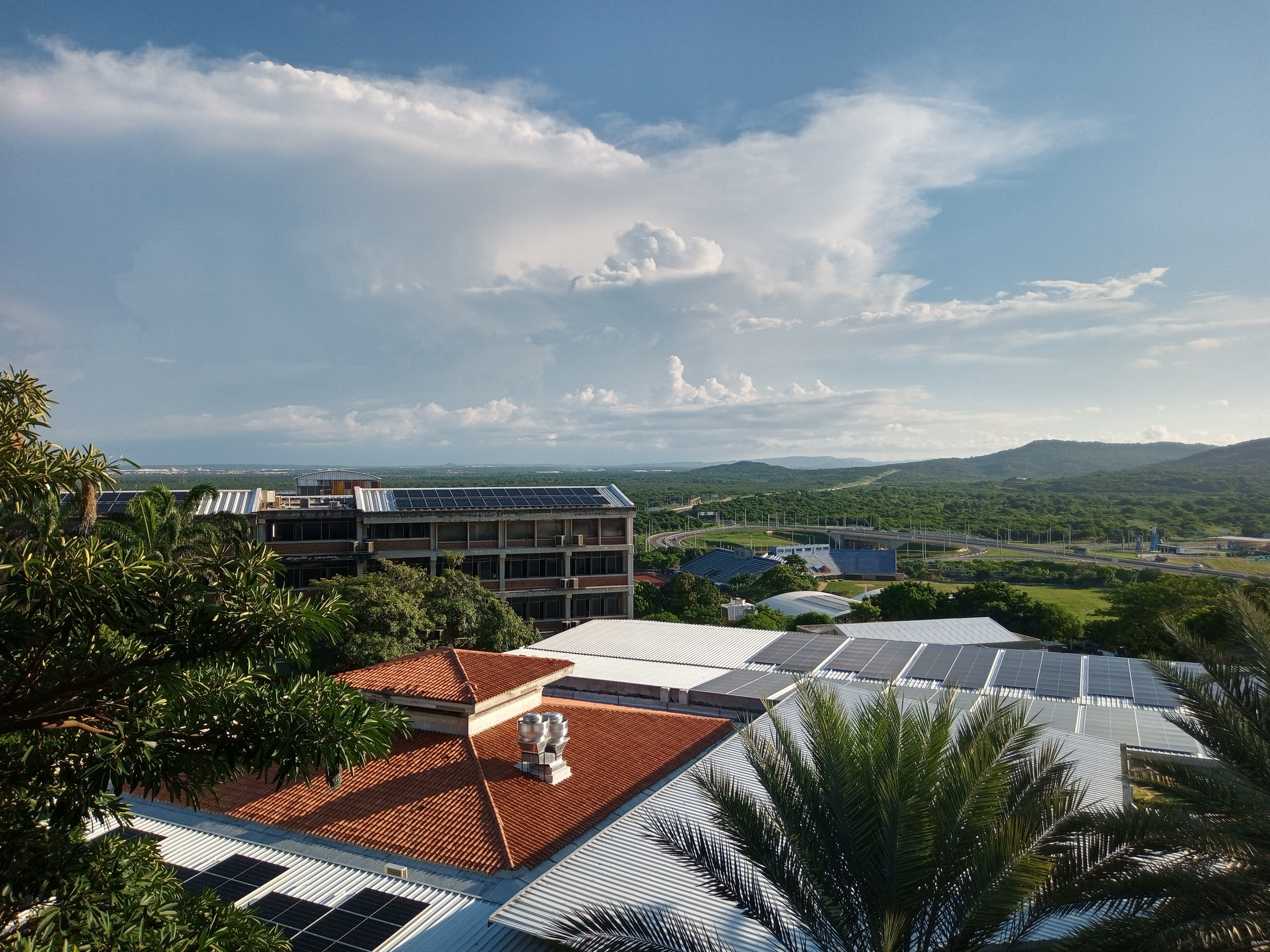
Vista superior de la Cafetería Central, Complejo Deportivo (izquierda) y Bloque A (derecha).

- Centro de Laboratorios y Talleres de Ingeniería (CELTI).
- Edificio de salones P1 y P2, de audiovisuales.
- Salones de Inclusión P3, P4 y P5.
- Centro Cultural, que alberga una sala de exposiciones en su vestíbulo, un teatro principal, 2 teatrinos y 4 auditorios.

#### Complejo deportivo
- Bloque E, se ubica en el centro del complejo y es la sede del programa de Educación Física y sus dependencias, posee una cafetería satélite y un auditorio en su primera planta.

- Coliseo Deportivo, que alberga espacios varios deportivos y un anfiteatro principal.
- Escenario de Piscinas, se ubica en el extremo sur del campus y alberga una piscina olímpica.Escenario de Piscinas, Sede Norte

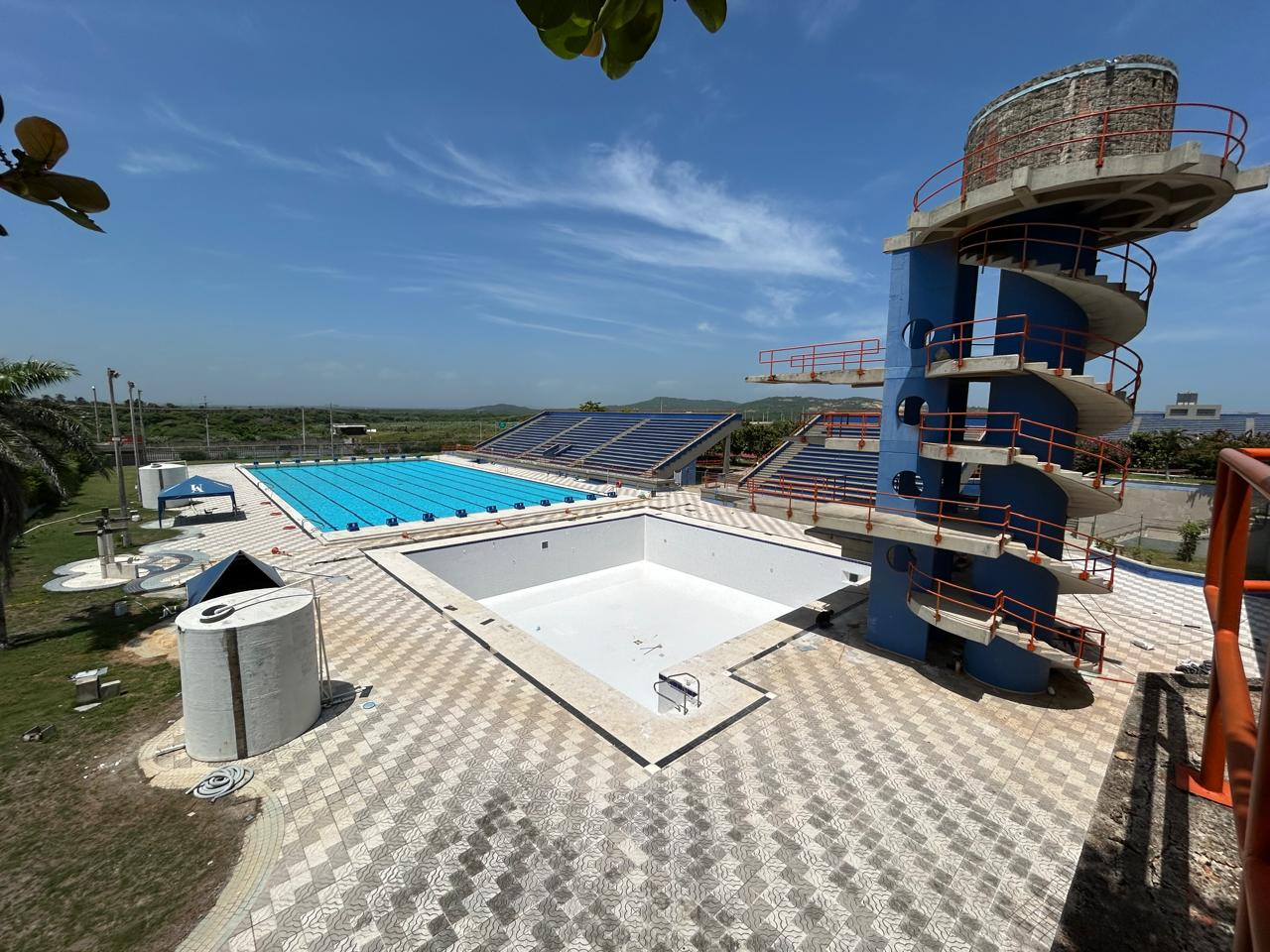
Escenario de Piscinas, Sede Norte

- Campo de fútbol con pista de atletismo integrada.Cancha de fútbol y pista de atletismo, Sede Norte
- Campo de béisbol.
- Campo de tenis.

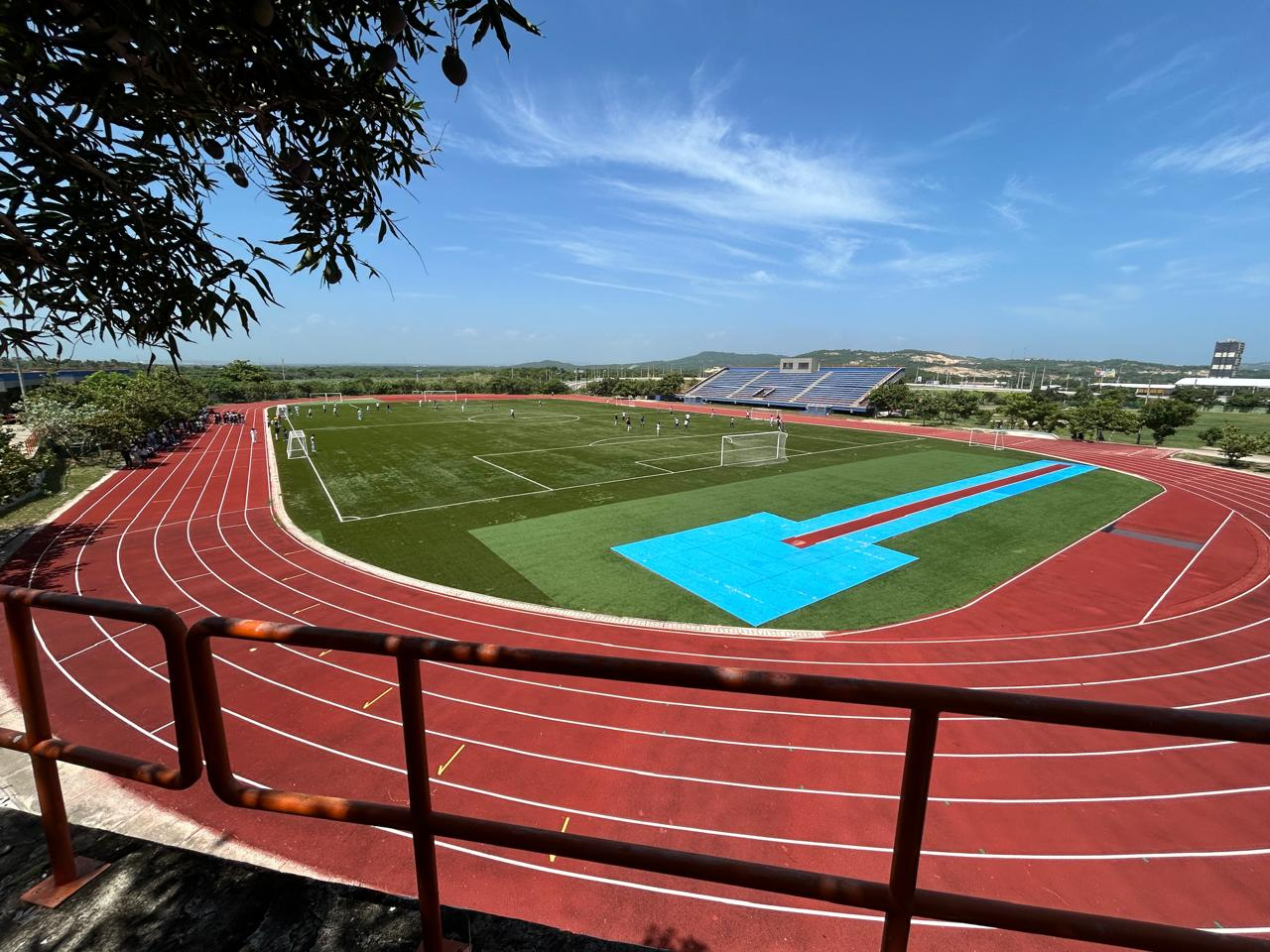
Cancha de fútbol y pista de atletismo, Sede Norte

- Polideportivo de fútbol sala y baloncesto, que posee canchas techadas.

#### Área institucional
- Bloques Administrativos A y B, que poseen la oficina de Rectoría, el Salón Julio Enrique Blanco y una sala de televisión.
- Enfermería
- Oficina de Admisiones
- Oficina de Egresados
- Oficina de Asesoría Jurídica
- Oficina de Doctorado
- Oficina de Servicios Generales

Muchos de los sitios en la ciudadela se encuentran relativamente cerca y bien conectados, aunque el área de Sabanilla posee un relieve accidentado, con colinas que provocan una depresión del terreno del campus hacia el Complejo Deportivo. A los estudiantes y el personal se les proporciona espacios de aparcamiento. Sin embargo, por la alta confluencia de rutas de autobuses de transporte público, este último es el medio de transporte más común para los estudiantes que se desplazan desde la ciudad y otros municipios del Atlántico.

### Sede de Bellas Artes

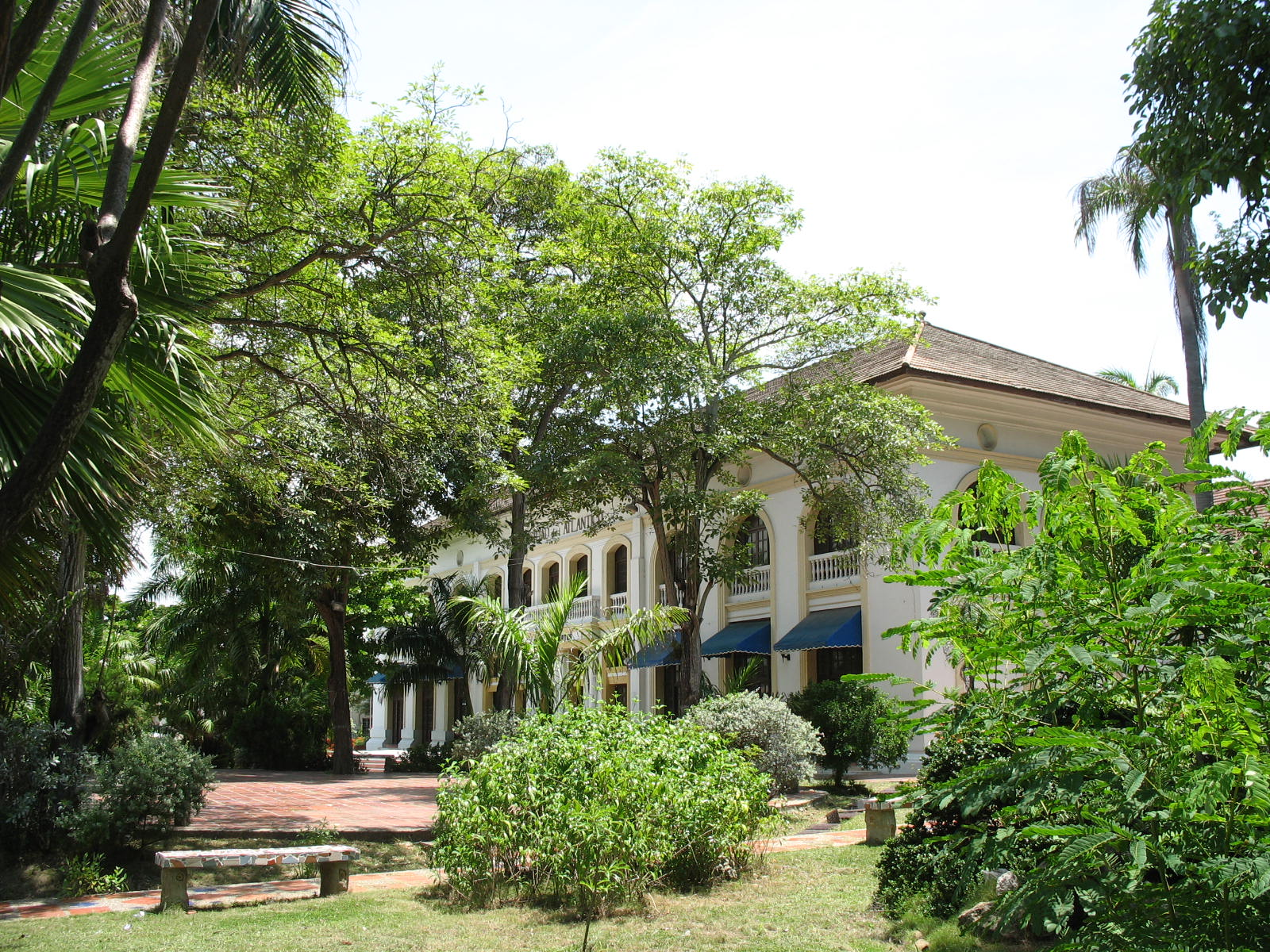
Edificio de la Facultad de Bellas Artes en el barrio El Prado

La Facultad de Bellas Artes de la universidad tiene su sede en el barrio El Prado, donde los estudiantes de realizan sus actividades y prácticas académicas. Se compone de ocho bloques divididos por funcionalidad:
- Bloque 1, alberga la Decanatura, la Biblioteca y el Museo de Antropología.
- Bloque 2, alberga la Escuela de Pintura.
- Bloque 3, de Talleres de Artes Plásticas.
- Bloque 4, de los Cubículos de Piano.
- Bloque 5, de Instrumentos de Cuerda
- Bloque 6, de los Cubículos de Viento
- Bloque 7, alberga el programa de Arte Dramático.
- Bloque 8, alberga el Teatro o Auditorio principal.

## Publicaciones e investigación
La Universidad del Atlántico cuenta con más de 170 publicaciones electrónicas realizadas a través de Editorial Universidad del Atlántico. El cubrimiento de estos artículos y documentos se extiende a áreas de las ciencias sociales, economía, derecho, ingeniería, educación, filosofía, arte, matemáticas e historia.

### Revistas
El Sello Editorial Universidad del Atlántico respalda la publicación de 10 revistas académicas, existiendo ediciones electrónicas e impresas debidamente registradas con códigos ISSN. Las ediciones se realizan normalmente de manera semestral y son de libre acceso; las ediciones de cada revista son editadas y formuladas en arbitraje y revisión por pares en distintos grupos de investigación adscritos a programas de la institución.Las revistas del repositorio digital, en su versión electrónica, son las siguientes:
| Revista                                             | ISSN      | Facultad o depto.        | Indexación                                                    |
| --------------------------------------------------- | --------- | ------------------------ | ------------------------------------------------------------- |
| Historia Caribe                                     | 2322-6889 | Ciencias Humanas         | Scopus, EBSCO, Redalyc, Latindex, Dialnet, DOAJ, entre otros. |
| Collectivus, Revista de Ciencias Sociales           | 2382-4018 | Ciencias Humanas         | Redalyc, Latindex, Dialnet, DOAJ, entre otros.                |
| Cuadernos de Literatura del Caribe e Hispanoamérica | 2390-0644 | Postgrados               | EBSCO, Latindex, Dialnet, Cengage, entre otros.               |
| Amauta                                              | 2500-7769 | Ciencias Humanas         | Latindex, Dialnet, Cengage, REDIB, entre otros.               |
| CEDOTIC                                             | 2539-1518 | Ciencias de la Educación | EBSCO, Redalyc, Dialnet, Google Académico, entre otros.       |
| LEGEM                                               | 2346-2787 | Ciencias Jurídicas       | Dialnet, REDIB, DRJI, EuroPub, entre otros.                   |
| MATUA                                               | 2389-7422 | Ciencias Básicas         | EBSCO, Dialnet y REDIB                                        |
| Revista Educación física, Deporte y Salud           | 2619-5526 | Ciencias de la Educación | EBSCO, Latindex, Dialnet, Google Académico, entre otros.      |
| Investigación y Acción                              | 2322-6889 | Interdisciplinaria       | Google Académico, Crossref y Public Knowledge Project         |
| Beta: Revista Digital de Artes                      | 2665-508x | Bellas Artes             | Dialnet                                                       |

## Personas notables

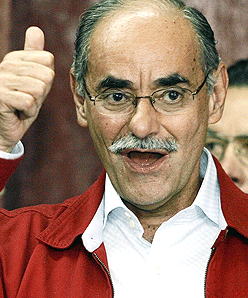
Horacio Serpa, líder del Partido Liberal, estudió Derecho y Ciencias Políticas en la Universidad del Atlántico.

### Alumnado
- José Antequera, activista político.
- Álvaro Ashton, congresista.

- Álvaro Barrios, dibujante.
- Hernando Burgos Soto, escritor y matemático colombo-canadiense, profesor del George Brown College en Toronto.

- Daira Galvis, senadora.
- Benedicto González, militante de las FARC-EP y representante por el departamento del Atlántico.
- Tomás Darío Gutiérrez, abogado, concejal de Valledupar, historiador y compositor de vallenato.

- Pedro Lemus, arquitecto, urbanista y funcionario de la Gobernación del Atlántico.
- Tato Marenco, músico.
- Gabriel Eduardo Mendoza, magistrado de la Corte Constitucional.
- Camilo Monroy, abogado y periodista.
- Reginaldo Montes, concejal de Sahagún, diputado de Córdoba y congresista.
- Cristian Moreno Panezo, gobernador de Cesar.
- José Name Terán, congresista, Presidente del Senado y Ministro de Trabajo y Seguridad Social.
- Guido Nule Amín, economista, Ministro de Comunicaciones y Ministro de Minas y Energía.

- Jesús Santrich, militante de las FARC-EP y eepresentante por el Atlántico.
- Horacio Serpa, juez, alcalde de Barrancabermeja, congresista, Ministro del Interior, Embajador de Colombia ante la OEA y gobernador de Santander.
- Ricardo Sierra Vásquez, arquitecto, instructor de danzas y Rey Momo del Carnaval de Barranquilla.
- Carlos Zuluaga Pardo, político, funcionario de la Gobernación del Atlántico, Contralor General de la República.

### Profesorado
- Manuel Carrerá, arquitecto cubano; fue decano de la Facultad de Arquitectura.
- Meira Delmar, poeta; fue profesora de Música egresada de la universidad.
- Alfonso Jacquin, abogado constitucionalista, militante del M-19;  fue profesor de Derecho egresado de la universidad.
- Gastón Parra, economista y político venezolano, presidente de PDVSA y del Banco Central de Venezuela; fue profesor visitante de Economía.